# استانیسلاس واورینکا
استانیسلاس واورینکا (به آلمانی: Stanislas Wawrinka) (زاده ۲۸ مارس ۱۹۸۵ - لوزان) تنیس‌باز اهل کشور سوئیس است.
واورینکا توانست با قهرمانی در مسابقات آزاد استرالیا در سال ۲۰۱۴ در رتبه سوم برترین تنیسورهای جهان قرار گیرد وی همچنین موفق به کسب مدال طلای تنیس بازی‌های المپیک تابستانی ۲۰۰۸ در بخش دو نفره شده‌است. 

## سال ۲۰۱۴
واورینکا در این سال به قهرمانی در رقابت‌های اوپن استرالیا دست یافت.
وی در دو دور ابتدایی رقابت‌های اوپن استرالیا آندری گوبلف و الخاندرو فالا را مغلوب کرد. در دور سوم واشک پاسپیسیل از رقابت با او انصراف داد. واورینکا در دور چهارم تامی روبردو را مغلوب کرد. او مرحله یک چهارم نهایی موفق شد نوواک جوکوویچ را در پنج ست شکست دهد. در نیمه نهایی توماش بردیچ را شکست داد و در دیدار نهایی نیز رافائل نادال را در چهار ست از پیش رو برداشت.